# Krigshistoriska samfundet i Finland
Krigshistoriska samfundet i Finland (finska: Suomen sotahistoriallinen seura) är ett finländskt krigshistoriskt samfund.
Tanken på att bilda en så kallad krigsminnesförening framfördes 1942 av statsarkeologen Carl Axel Nordman, men det dröjde till januari 1944 innan Krigsminnesföreningen rf bildades med professor Einar W. Juva (1944–1948) som förste ordförande. Verksamheten var till en början blygsam, men på 1950-talet förvandlades föreningen till allmän krigshistorisk förening och antog 1957 sitt nuvarande namn. Samfundets syfte är att idémässigt och ekonomiskt stödja krigshistorisk forskning och intresset för krigshistoria. Detta arbete utförs genom utställningar, föredrag, filmförevisningar, resor till gamla krigsskådeplatser och publikationsverksamhet.
Krigshistoriska samfundet började 1971 började samfundet tillsammans med Krigsmuseet publicera en årsbok som 1980 fick namnet Sotahistoriallinen aikakauskirja. Dessutom har samfundet en publikationsserie där det hittills (2005) har utkommit åtta nummer. Samfundet, som har sitt säte Helsingfors, och är anslutet till Vetenskapliga samfundens delegation, har 911 medlemmar (2009). 